# Lior Lifschitz

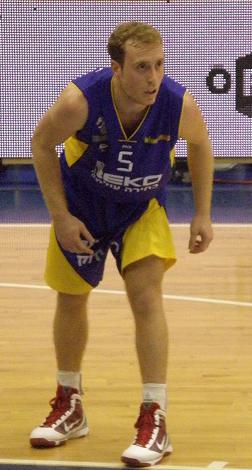
Lifschitz als Spieler von HaPo’el Cholon (2010)

Liʾor Lifschitz (hebräisch ליאור ליפשיץ englisch Lior Lifshitz; * 22. Dezember 1984 in Beʾer Scheva) ist ein ehemaliger israelischer Basketballspieler. Der zu seiner aktiven Zeit 1,80 m große und 84 kg schwere Point Guard verbrachte seine Spielerkarriere durchwegs bei Basketballvereinen in Israel.

## Spielerlaufbahn
Lifschitz begann in seiner Kindheit Basketball zu spielen und spielte für die israelische Jugendnationalmannschaft im Basketball. Er spielte in der Jugendmannschaft von Maccabi Rischon LeZion und wechselte dann in die Herrenmannschaft. 2007 unterschrieb er beim Team HaPoʿel Cholon.
| Saison  | Verein                   | Beleg  | Sonstiges                                                                                            |
| ------- | ------------------------ | ------ | --- |
| 2002/03 | Maccabi Rischon LeZion   | [ 2 ]  | |
| 2003/04 | Maccabi Rischon LeZion   | [ 2 ]  | |
| 2004/05 | Maccabi Rischon LeZion   | [ 3 ]  | |
| 2005/06 | HaPoʿel Galil ʿEljon     | [ 4 ]  | |
| 2006/07 | Elitzur Aschkelon        | [ 5 ]  | |
| 2007/08 | B.C. HaBiqʿa             | [ 2 ]  | |
| 2008/09 | HaPoʿel Chalon           | [ 6 ]  | sein damaliger Trainer: Danny Franco                                                                 |
| 2009/10 | HaPoʿel Cholon           | [ 7 ]  | |
| 2010/11 | Elitzur Aschqelon        | [ 8 ]  | |
| 2011/12 | GreenTops Netanya        | [ 9 ]  | ehemalige Mitspieler: Warren Carter, Adrian Banks, Brian Asbury sein damaliger Trainer: Danny Franco |
| 2012/13 | HaPoʿel Jerusalem        | [ 11 ] | |
| 2012/13 | Elitzur Aschqelon        | [ 12 ] | |
| 2013/14 | Maccabi Aschdod          | [ 13 ] | |
| 2014/15 | Maccabi Kiryat Gat       | [ 2 ]  | |
| 2015/16 | Ironi Kiryat Ata         | [ 2 ]  | |
| 2016/17 | HaPoʿel Ramat Gan (2011) | [ 14 ] | |
| 2017/18 | HaPoʿel Ramat Gan        | [ 15 ] | |

## Erfolge
- 2004: 2. Platz bei der U-20-Basketball-Europameisterschaft in Brünn
- 2008/09: Israelischer Pokalsieger mit HaPoʿel Cholon